# 매슈 리지웨이
매슈 벙커 리지웨이(영어: Matthew Bunker Ridgway, 1895년 3월 3일 ~ 1993년 7월 26일)는 미국의 군인이다. 제2차 세계 대전 당시 82 공수 여단의 지휘관(CG: commanding officer)으로 시칠리아, 이탈리아, 노르망디에서의 작전에 참여한 후, 1944년 8월 새로 형성된 XVIII 공수 여단을 지휘하여 2차 대전 종전까지 벌지 전투, 바시티 작전(Operation Varsity), 서부 연합군의 독일 침공에 참여했다.
2차 대전이 끝난 후에도 주요직 사령관을 지냈으며, 한국 전쟁 당시 UN군 사령관으로 유명했다. 여러 역사가들은 리지웨이 장군이 UN 군에 유리하게 전쟁 상황을 돌리는데 기여했다고 평가해 오고 있다. 1986년 5월 12일 로널드 레이건 대통령은 대통령 영예의 메달로 그의 길고 명예로운 군사 경력을 기념하면서, "영웅들은 자신이 필요로 할 때 우리에게 옵니다; 아무도 용기 있게 나오지 않을 때, 위대한 인물들은 앞으로 나섭니다.(Heroes come when they're needed; great men step forward when courage seems in short supply.)"라고 했다.

## 생애 및 교육 배경
리지웨이는 1895년 3월 3일 미국 버지니아주 Fort Monroe에서 포병 병과 대령이었던 토마스 리지웨이와 어머니 루스 리지웨이 사이에서 태어났다. 그는 어린 시절 내내 아버지를 따라다니며 여러 군사 기지에서 살다시피 했으며, 자연스럽게 미국의 기관총과 대포를 보고 기상나팔을 들으면서 군인의 꿈을 꾸게 되었다. 리지웨이는 '총성과 군인의 행진 소리, 기상을 알리는 총성이 가장 오래된 기억으로 있다. 그때 잠들기 위해 누워있노라면, '탭스'의 달콤하고 슬픈 음이 그 날의 공식적으로 끝났다는 것을 알렸다'고 회고했다.
그는 1912년 보스턴 소재 The English School을 졸업하고 뉴욕주의 웨스트포인트 시에 위치한 미국 육군사관학교에 지원했는데, 그 이유는 웨스트포인트 졸업생이었던 그의 아버지를 기쁘게 할 것이라고 생각했기 때문이다.
리지웨이는 수학을 제대로 공부하지 못했기 때문에 첫 입학 시험에 실패했지만 집중적으로 공부해서 두 번째는 입학할 수 있었다. West Point에서 그는 축구 팀 매니저를 지냈다. 1917년에 그는 미 육군 소위로 임관했고, 같은 해 Julia Caroline Blount와 결혼했으며, 2 명의 딸 Constance와 Shirley이 태어났다,
그러나 그 부부는 1930년에 이혼했다.  이혼 직후 리지웨이는 웨스트 포인트 대학 졸업생 인 헨리 해롤드 더니 (1915년)의 미망인이었던 마거릿 ("Peggy") 윌슨 더비 (Wilson Dabney)와 결혼했으며 1936년에 페기의 딸 버지니아 앤 더비 (Virginia Ann Dabney)를 입양했다. 그들은 하지만 1947년 6월 이혼했다. 그 해 말에 리지지웨이는 Penny라는 별명을 가진 Mary Princess Anthony Long(1918-1997)과 결혼했고, 그가 죽을 때까지 결혼 생활을 계속했다.  이들 사이에서 태어난 아들 매슈 주니어는 Bucknell 대학을 졸업하고 사관후보생(ROTC) 소위로 임관 직후 1971년 사고로 사망했다. 

## 군 경력
1932년 필리핀 총독의 기술 고문, 1939년 외교 사절로서 브라질을 방문하고, 제2차 세계 대전 중 82 공수사단장으로 북아프리카에서 시칠리아섬, 이탈리아 본토, 노르망디상륙작전에 참가하고, 1944년 18 공수군단 군단장으로 임명되었다. 독일에서 전투 중 적의 수류탄에 의해 어깨에 부상을 입기도 한다. 유럽에서의 전투가 끝나고 육군 중장 진급한 리지웨이는 태평양에서 전투 중이던 맥아더 휘하로 가게 된다.
1950년 한국 전쟁 중 교통사고로 사망한 미8군 사령관 워커의 후임으로 한국 전쟁에 참여하게 된다.
1951년 맥아더가 트루먼 대통령에 의해 해임되자 대장으로 진급과 동시에 맥아더의 뒤를 이어 연합군 최고 사령관, 유엔군 사령관이 되었다. 한국전쟁 이후 NATO 사령관, 미육군 참모총장 등을 거쳐 퇴역하였다. 퇴역 후 자서전과 한국전쟁에 대한 책을 집필하기도 했다. 1993년 사망 후 알링턴 국립 묘지에 안장 되었다.

## 한국 전쟁
1950년 12월 23일 미 8군 사령관 월턴 워커(Walton Walker) 중장이 교통사고로 사망하면서, 리지웨이는 사령관 커리어 중 가장 중대한 임무를 맡게 되었다. 미 8군은 그해 6월 북한 침략에 대응 한국에 배치되었는데, 리지웨이는 후임 사령관으로 부임했다. 임명 직전까지, 리지웨이는 미 국방부 육군의 운영 및 관리 담당 차석 보좌관으로 일했다.
리지웨이의 미 8군 부임 당시, 미 육군은 북한에 빠르게 진격했다가 예기치 못한 압도적인 중국 공산군의공세에 밀려 전술적으로 후퇴 중이었다. 리지웨이는 미 8군의 사기를 회복시키는데 성공했다.
리지웨이는 유엔군 총사령관 더글라스 맥아더 장군의 위엄 어린 태도에 압도 당하지 않았다. 맥아더는 전임자에게 주지 않았던 작전에서의 재량권을 리지웨이에게 허락했다. 리지웨이가 1950년 성탄일 MacArthur와 작전 상황에 대해 토론하기 위해 도쿄에 도착한 후, 맥아더는 미 8군 지휘에 관한 모든 사항을 리지웨이가 필요하다고 생각한 대로 처리해도 좋다고 확실하게 말했다. 리지웨이는 수비선을 연속적으로 남쪽으로 이동할 수 있고, 가능하다면 서울을 사수할 수 있지만 그러나 그렇게 해서 미 8군이 고립된 상황으로 몰릴 필요가 없다는 말을 들었다. 리지웨이는 맥아더에게, 만약 전투상황이 "내가 원하는"대로 전개 된다면, "내가 공격에 나서도" 이의가 있을지 답해 달라고 구체적으로 물었다. 맥아더는 "8군은 당신 마음대로다, 매슈. 당신이 최선이라고 생각하면 그대로 하시오."라고 답했다.
심한 공격을 당한 미 8군을 위해 리지웨이가 취한 첫째 조치는 병사들의 자신감 회복이었다. 이를 위해 그는 명령 체계를 재편성했다. 8군 산하 1군단 첫째 브리핑에서 리지웨이는 다양한 방어 계획과 긴급상황을 놓고 광범위하게 토론 했다. 토론 말미에 그는 보좌관들에게 공격 계획 진행에 대해 물었는데, 군단 G-3 (작전 장교)는 그런 계획이 없다고 대답했다. 며칠 내로 I 군단에 새 작전장교가 부임했다. 그는 또한 적의 위치를 파악하기 위해 순찰을 보내지 않은 장교를 교체하고, 지역 부대가 상대방을 접촉 확인하지 않았다면 부대 지휘관의 작전 지도에서 "적의 위치"를 삭제하라고 지시 했다. 리지웨이는 6개월 동안 작전에 참가한 지휘관을 새로운 지휘관들로 교체한다는 계획을 수립했다. 그는 모든 계급의 지휘관에게 전선에서 더 많은, 후방 지휘부에 더 적은 시간을 보내라는 지침을 내렸다. 이런 조치들은 8군의 사기에 즉각적인 영향을 미쳤다.
중국의 개입은 한국 전쟁의 양상을 바꾸어 놓았다. 미국 정치 지도자들은 전쟁 확대를 막기 위해, 유엔군이 중국 소재 공급 기지나 중국과 북한 국경의 압록강을 가로 지르는 다리들을 폭격하지 못하게했다. 미 육군은 공격적 태도에서 보호 차원의 지연작전으로 싸웠다. 리지웨이의 두 번째 큰 전술 변화는 포병을 막대하게 사용하는 것이었다.
중국군 사상자 수가 증가하기 시작했고, 이런 잘 통제된 포병 사격에 대해 중국군이 공격 파도를 높일수록 사상자는 더 늘어났다. 결국 리지웨이가 지휘하면서 중국의 공세는 느려졌고 마침내 지평리와 원주 전투에서 멈췄다. 1951년 봄 리지웨이는 미 8군이 공격 전환을 이끌었다.
더글러스 맥아더 장군이 해리 트루먼 미국 대통령의 명령에 의해 4월 해임 되었을 때, 리지웨이는 한국 주둔 유엔군을 지휘하게 되었고 4성 장군으로 승진했다. 리지웨이는 한국에서 사령관직 수행 시 계속 가슴 둘레 장비를 차고 수류탄을 착용했기 때문에 "틴 틴틴 (Tin Tits)"이라는 애칭을 얻었다. 그러나 사진을 보면 가슴 한쪽에만 수류탄 1개를 착용했다는 것을 알 수 있다. 다른 쪽에 있는 "수류탄"은 실제로 응급 처치 패킷이었다.
리지웨이 장군은 고등 판무관에게 제2차 세계대전 당시 동부 전선에서 전쟁 범죄로 유죄가 입증된 모든 독일 장교들을 사면할 것을 촉구했다. 그는 최근 "독일 장성들을 감옥에 넣은" 전쟁 범죄로 감옥에 구금된 장교들을 사면했다고 말했다. 리지웨이는 "병사로서의 명예"를 존중하기 때문에, "유럽 군에 속한 독일 병사 한 명에게 명령 하나"를 내리기 전에 전쟁범죄로 구금된 장교들을 석방해야 한다고 주장할 수 밖에 없다고 했다. 
1951년 리지웨이는 버지니아 신시내티 협회의 명예 회원으로 선출되었다.
리지웨이는 또한 맥아더를 이어 연합군 최고 사령관으로 유엔군 사령관직을 맡았다. 재임 기간 동안 리지웨이는 1952년 4월 28일 일본국 독립과 주권 회복을 감독했다

## 남긴 영향
군인으로의 경력을 통해 리지웨이는 탁월한 리더로 인정 받아 부하, 동료 및 상급자의 존경을 받았다. 오마르 브래들리 장군은 한국 전쟁의 흐름을 바꾼 리지웨이의 업적을 '미국 육군 역사상 가장 위대한 공적'이라고 설명했다.  노르망디의 한 병사는 중요한 다리를 통과하기 위해 벌어진 격렬한 싸움에 대해 "그날 리지웨이, 개빈, 멀로니가 바로 그곳, 가장 결렬한 전투가 벌어진 현장에 있던 장면이 가장 기억에 남아 있다. 간단히 말해, 다리를 점령하려는 우리 모두는 일반 장교와 연대 및 대대 지휘관들 모두가 바로 옆에 있는 것을 보았다. 그분들은 우리를 북돋아 주려고 정말 노력했다. "
벌지 전투에서 독일군이 가장 깊이 들어왔던 날, 리지웨이는 XVIII 공수 군단의 부하 직원들에게 "상황은 정상적이고 완전히 만족스럽다. 적군은 이동 가능한 모든 예비군까지 사용했다. 이번 전투는 그들의 마지막 대규모 공격이다. 우리 군단은 그들의 노력하는 것을 멈추게 할 것이고, 그 다음에 공격하고 분쇄할 것이다" 말했다.
리지웨이는 리더는 세 가지 기본 요소, 즉 캐릭터, 용기 및 역량을 가져야 한다고 보았다. 그는 "지도력의 전체 구성 요소가 놓여있는 암반"과 같은 성격-자기 규율, 충성심, 사심없는 태도, 겸손, 책임을 받아들이고 실수를 인정하고자하는 의지-에 대해 묘사했다. 용기에 대한 리지웨이의 개념은 육체적, 도덕적 용기를 모두 포함했다. 그에게 있어 역량이란 신체적 건강은 물론, 위기가 발생할 시점을 예상하고 이를 해결할 수 있고, 부하들과 가깝게 의사 소통을 명확하게 하고, 그들이 잘 대우 받고 공정하게 지도 받게 하는 능력을 뜻한다.

#### 미 육군 2011년 교재에서
미 육군 고등 군사학교는 2011년 리지웨이에 관한 교재(monograph)를 출간했다. 다음은 초록에서 발췌한 내용(2 페이지):
"리지웨이는 자신의 부족한 점을 극복했다. 그는 가능한 군사 교육 모두를 완료했지만, 치열했던 세 개 전투의 고통스런 경험을 통해 비로서 성공적인 작전수행의 묘수를 적용할 수 있게 되었다. 리지웨이는 전술적으로 성공한 것 같았지만, HUSKY, NEPTUNE 및 MARKET의 세 전투에서 배운 운영 기술을 적절히 적용하지 못했다. 리지웨이는 그 실패들로부터 배웠고, BULGE 및 VARSITY 전투에 참가해서 점차적으로 작전 운영을 제대로 할 수 있게 되었다. 그리고 다섯 째 전투를 경험하면서 비로서 그는 작전 운영의 묘를 마스터할 수 있었다. 그런 작전 운영을 시각화 하는데 가장 중요한 기반 요소는 작전 운영을 구성하는 11 개 요소이다. 이 교재는 이 요소들을 전범(template)으로 삼는다"